# Johannes Petrus Willinge
Johannes Petrus Willinge (Emmen, 2 juni 1819 - Oosterhesselen, 9 december 1889) was een Nederlandse burgemeester.

## Leven en werk
Willinge was een zoon van de schulte, maire en burgemeester van Emmen Jan Jacob Willinge en Gesina Anna Berendina Amshoff. Hij was genoemd naar zijn grootvader van moederszijde, de Emmer predikant Johannes Petrus Amshoff. Willinge studeerde rechten en promoveerde in 1844 aan de universiteit van Groningen. In 1846 werd hij benoemd tot burgemeester van Westerbork. Van 1850 tot zijn overlijden in 1889 was hij burgemeester van zowel Oosterhesselen als van Zweeloo. In alle drie de gemeenten was hij tevens gemeentesecretaris. Willinge overleed in december 1889 op 70-jarige leeftijd.
Willinge trouwde op 20 mei 1847 te Groningen met Elisabeth Burgarda Jappé, dochter van de ingenieur-verificateur Jan Hendrik Jappé en Aaltje Harmsen. Hun zoon Jan Jacob werd burgemeester van Hensbroek.

## Collectie Willinge
Van zijn vader erfden Willinge en zijn vrouw de collectie Willinge, een verzameling archeologische vondsten uit Drenthe. Deze verzameling was een van de topattracties op de tentoonstelling van oudheden in Assen in 1854. Willinge en zijn vrouw verkochten de collectie voor ƒ 300, ƒ 200 minder dan de taxatiewaarde, aan het bestuur van het IXde Landhuishoudkundig Congres. Daarna kwam de collectie in het bezit van het Drents Museum te Assen.